# Amelia (tidskrift)
Amelia är en tidskrift med kvinnor i åldern 25–50 år som målgrupp som utges av Bonnier News. De flesta av läsarna bor i storstadsområdena. Omkring hälften av upplagan säljs som prenumerationer. Tidskriften blev utsedd till Årets tidskrift 1997. Tidningen grundades av Amelia Adamo.
| Chefredaktör          | Tid       |
| --------------------- | --------- |
| Amelia Adamo          | 1995–2005 |
| Ann Fredlund          | 2005–2010 |
| Åsa Lundegård         | 2010–2016 |
| Maria Sognefors       | 2016–2021 |
| Sara Thunmarker Telde | 2021–2023 |
| Åsa Lundegård         | 2023–     |